# Mahtra
Pour l’article ayant un titre homophone, voir Matra.
Mahtra est un village estonien situé sur la commune et le comté de Rapla.
Le village est connu pour la bataille de Mahtra (et)  qui a opposé le 14 juin 1858 des paysans estoniens à des soldats russes en appui du nouveau seigneur du manoir.